# دوروثي هارت
دوروثي هارت (بالإنجليزية: Dorothy Hart)‏ هي عارضة وممثلة أمريكية، ولدت في 4 أبريل 1922 بكليفلاند في الولايات المتحدة، وتوفيت في 11 يوليو 2004 بآشفيل في الولايات المتحدة بسبب مرض آلزهايمر.

## أعمال

### أفلام
- (1948) المدينة العارية

## وصلات خارجية
- دوروثي هارت على موقع IMDb (الإنجليزية)
- دوروثي هارت على موقع ألو سيني (الفرنسية)
- دوروثي هارت على موقع أول موفي (الإنجليزية)
- دوروثي هارت على موقع قاعدة بيانات الأفلام السويدية (السويدية)
- دوروثي هارت على موقع قاعدة بيانات الفيلم (الإنجليزية)
- دوروثي هارت على موقع كينوبويسك (الروسية)